# 1848
1848 (MDCCCXLVIII) je bilo prestopno leto, ki se je po gregorijanskem koledarju začelo na soboto, po 12 dni počasnejšem julijanskem koledarju pa na četrtek.
Leto je znano po valu gibanj za liberalizacijo družbe od Brazilije do Madžarske (glej revolucije leta 1848).

## Dogodki
- Prva objava romana Gospa s pustega brega pisateljice Anne Brontë.
- Marx in Engels objavita Komunistični manifest
- 21. marec - napad kmetov na ižanski grad
- 26. april - potem ko je bila ukinjena cenzura, v Novicah izide Prešernova Zdravljica.
- 2.–12. junij - v Pragi poteka Slovanski kongres.
- odkritje zlata v Kaliforniji.

## Rojstva
- 14. februar - Édouard Benjamin Baillaud, francoski astronom († 1934)
- 7. junij - Eugène Henri Paul Gauguin, francoski slikar († 1903)
- 14. julij - Bernard Bosanquet, britanski idealistični filozof († 1923)
- 15. julij - Vilfredo Pareto, italijanski ekonomist, sociolog, filozof († 1923)
- 27. julij - Friedrich Ernst Dorn, nemški fizik († 1916)
- 23. oktober - Martin Cilenšek, slovenski botanik († 1937)
- 8. november - Friedrich Ludwig Gottlob Frege, nemški matematik, logik, filozof († 1925)
- 27. november - Henry Augustus Rowland, ameriški fizik, astronom († 1901)

## Smrti
- 9. januar - Caroline Lucretia Herschel, nemško-angleška astronomka (* 1750)
- 20. januar - Kristijan VIII., kralj Danske in Norveške (* 1786)
- 7. junij - Visarjon Grigorjevič Belinski, ruski literarni kritik, publicist in filozof (* 1811) (j.k. 26. maj)
- 7. avgust - Jöns Jacob Berzelius, švedski kemik (* 1779)
- 22. september - James Dunlop, škotsko-avstralski astronom (* 1793)
- 18. december - Bernard Bolzano, češki matematik in filozof (* 1781)